# مقبرة غرين-وود

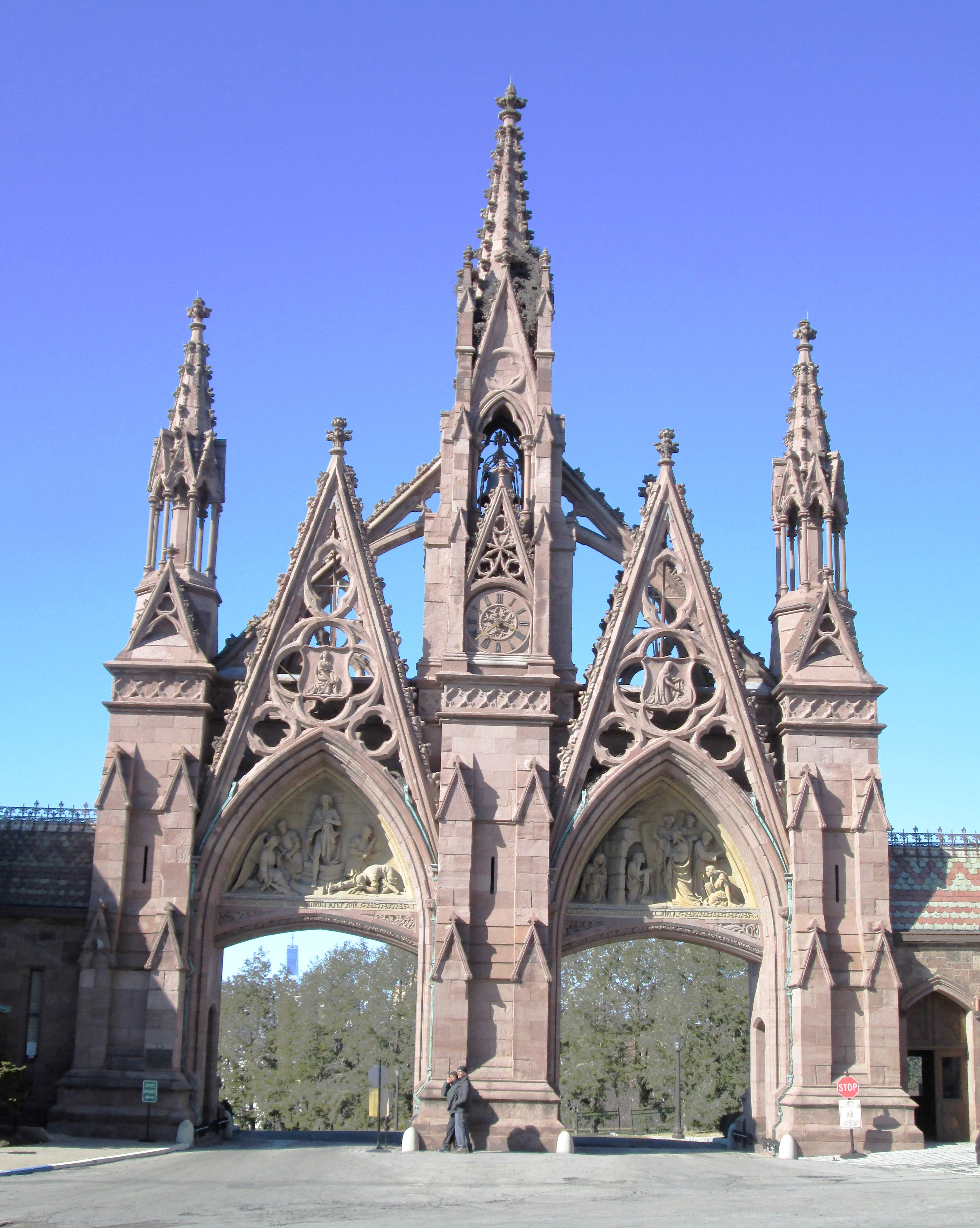
صورة للمقبرة في عام 2015.

مقبرة غرين-وود (بالإنجليزية: Green-Wood Cemetery)‏ هي مقبرة أُسست سنة 1838 في كينغز كاونتي (بروكلين) بمدينة نيويورك، استجابة للتحضر المتسارع الذي شهدته مدينة نيويورك، والذي أدى إلى ازدحام أفنية الكنائس بالمقابر.
كتبت عنها صحيفة نيويورك تايمز: «قيل إنه من طموحات النيويوركي أن يعيش على الجادة الخامسة، ويتنزه في البارك، ويرقد مع آبائه في غرين-وود».
في سنة 1966 اعتُبرت بوابات المقبرة معلمًا من معالم مدينة نيويورك، وأُدرجت المقبرة ضمن السجل الوطني للأماكن التاريخية في سنة 1997، واعتبرتها وزارة الداخلية الأمريكية معلمًا تاريخيًا وطنيًا في سنة 2006.

## مشاهير دُفنوا في المقبرة
- إلياس هاو (1819 ـ 1867): مبتكر ماكينة الخياطة.
- أليس روزفلت (1861 ـ 1884): الزوجة الأولى للرئيس الأمريكي ثيودور روزفلت.
- إليوت كارتر (1908 ـ 2012): مؤلف موسيقي.
- أورمسبي إم ميتشل (1810 ـ 1862): فلكي وجنرال أمريكي، شارك في الحرب الأهلية الأمريكية.
- إيلاي سيغيل (1902 ـ 1978): شاعر ومربٍّ. أسس فلسفة الواقعية الجمالية.
- بوب سموك  (1999-2020): مغني راب أمريكي.
- جان ميشال باسكيات (1960 ـ 1988): فنان.
- جورج كاتلين (1796 ـ 1872): فنان تشكيلي، اشتهر برسم الهنود الحمر.
- جون سلوت (1781 ـ 1867): ضابط بالبحرية الأمريكية، ضم كاليفورنيا إلى الولايات المتحدة.
- جيمس كيرك بولدينغ (1778 ـ 1860): وزير البحرية في إدارة الرئيس مارتن فان بيورين.
- ديويت كلينتون (1769 ـ 1828): سيناتور أمريكي، كان سابع وتاسع حاكم لولاية نيويورك، وخاض الانتخابات الرئاسية سنة 1812 ولكنه لم يوفق فيها.
- روبرت روزفلت (1829 ـ 1906): عم الرئيس الأمريكي ثيودور روزفلت.
- صمويل مورس (1791 ـ 1872): مبتكر شفرة مورس.
- فالنتاين موت (1785 ـ 1865): جرّاح أمريكي.
- لورا كين (1826 ـ 1873): ممثلة وقع اغتيال أبراهام لينكولن أثناء عرض مسرحي كانت تقوم ببطولته.
- لولا مونتيز (1818 ـ 1861): ممثلة. كانت عشيقة للعديد من مشاهير الرجال في زمانها من بينهم لودفيغ الأول ملك بافاريا.
- لويس كومفورت تيفاني (1848 ـ 1933): فنان.
- ليونارد برنستاين (1918 ـ 1990): ملحن ومايسترو.
- هنري بيرغ (1818 ـ 1888): مؤسس الجمعية الأمريكية لمنع القسوة ضد الحيوانات.
- هنري جورج (1839 ـ 1897): كاتب وسياسي واقتصادي.
- هنري هاليك (1815 ـ 1872): قائد بالجيش الأمريكي أثناء الحرب الأهلية الأمريكية.
- هوراس غريلي (1811 ـ 1872): مؤسس جريدة نيويورك تريبيون. خاض الانتخابات الرئاسية سنة 1872 ولم يوفق.
- والتر هانت (1796 ـ 1859): مبتكر دبوس المشبك.
- ويليام تويد (1823 ـ 1878): سياسي أمريكي، كان عضوًا بمجلس النواب الأمريكي ومجلس شيوخ ولاية نيويورك.
- ويليام ستيوارت هالستد (1852 ـ 1922): «أبو الجراحة الأمريكية الحديثة».
- ويليام هارت (1864 ـ 1946): نجم سينمائي من نجوم أفلام الغرب الأمريكي الصامتة.

## وصلات خارجية
- الموقع الرسمي للمقبرة